# Anemia candidoi
Anemia candidoi är en ormbunkeart som beskrevs av Alexander Curt Brade. Anemia candidoi ingår i släktet Anemia och familjen Anemiaceae. Inga underarter finns listade.